# Zbigniew Pełczyński
Zbigniew Pełczyński (ur. 29 grudnia 1925 w Grodzisku Mazowieckim, zm. 22 czerwca 2021 w Oksfordzie) – polski i brytyjski filozof, profesor filozofii politycznej Oxford University.

## Życiorys
W czasie II wojny światowej był żołnierzem Armii Krajowej, przyjął pseudonim Jagiełło. Brał udział w powstaniu warszawskim. Po wojnie wyemigrował do Wielkiej Brytanii, gdzie następnie przyjął tamtejsze obywatelstwo. Honorowy obywatel Grodziska Mazowieckiego.

### Studia
Na Uniwersytecie St Andrews w Szkocji studiował ekonomię i nauki polityczne, a następnie na Uniwersytecie Oksfordzkim filozofię polityczną i politologię. W 1956 obronił pracę doktorską w zakresie filozofii politycznej Georga Hegla.

### Praca naukowa
W 1953 rozpoczął pracę wykładowcy na Uniwersytecie Oksfordzkim. Wykładał głównie filozofię polityczną, systemy polityczne, historię myśli społecznej i politycznej, przemiany polityczne w Europie Środkowo-Wschodniej oraz historię powojenną Polski. Wśród studentów, którzy uczęszczali na jego zajęcia byli późniejsi członkowie parlamentu brytyjskiego, senatorowie amerykańscy, premier Węgier – Viktor Orbán, minister spraw zagranicznych Radosław Sikorski oraz prezydent Stanów Zjednoczonych Bill Clinton, który przez pewien czas znajdował się pod opieką naukową polskiego profesora i napisał pod jego okiem esej dotyczący problemów Związku Radzieckiego.
Poza pracą dydaktyczną, organizował stypendia w Oksfordzie dla naukowców i studentów z Europy Środkowej i Wschodniej. W ramach samego tylko Oxford Colleges Hospitality Scheme od roku akademickiego 1982/1983 z gościny oksfordzkich college’ów skorzystało 140 Polaków. Oprócz tego programu były także inne. W sumie w ciągu 15 lat wyjechało na Uniwersytet Oksfordzki ok. 1300 osób z Europy Środkowo-Wschodniej. Pełczyński był członkiem honorowym Collegium Invisibile.

### Działalność publiczna
Angażował się także w działalność polityczną. Na początku lat 90. był doradcą Komisji Konstytucyjnej Sejmu RP i członkiem Rady Premiera ds. kształcenia urzędników państwowych, a także konsultantem EWG i OECD ds. programów reformy władz i administracji publicznej.
Aż do śmierci aktywnie uczestniczył w życiu publicznym. Zarówno w Polsce, jak i Wielkiej Brytanii pełnił wiele funkcji społecznych, m.in. był przewodniczącym Stefan Batory Trust w Oksfordzie (organizacji zajmującej się promocją edukacji, nauki kultury polskiej), członkiem Rady Powierniczej Polonia Aid Foundation Trust z siedzibą w Londynie. W 1988 w imieniu George’a Sorosa założył w Polsce Fundację im. Stefana Batorego i był członkiem Rady Fundacji.
W 1994 założył Szkołę dla Młodych Liderów Społecznych i Politycznych (obecnie Fundacja Szkoła Liderów), którą kierował do końca życia. Oto jak opisywał kwestię kształcenia młodych liderów społecznych i politycznych: „Potencjalni liderzy są wszędzie, a my potrafimy ich odnaleźć i wesprzeć. Potrafimy jeszcze więcej: pomagamy uwierzyć, że można wszystko zmienić na lepsze, wystarczy tylko chcieć”.
Był również wiceprezesem Instytutu Studiów Polsko-Żydowskich (The Institute for Polish-Jewish Studies), powstałego w 1984 r., będącego „edukacyjną organizacją non-profit, zajmującą się zachowaniem historii Żydów polskich na forum międzynarodowym, publikowaniem wyników swoich badań, oraz skupianiem uwagi światowej opinii publicznej na tym, co jest najbardziej znaczące i najcenniejsze w dziedzictwie polskiej społeczności żydowskiej”. Instytut jest afiliowany przy Oxford Centre for Hebrew and Jewish Studies.

## Odznaczenia
- Krzyż Komandorski z Gwiazdą Orderu Odrodzenia Polski (2014)[5]
- Oficer Orderu Imperium Brytyjskiego (OBE)
- W 1993 Uniwersytet Wrocławski przyznał mu doktorat honoris causa[6].

## Publikacje
- Wolność, państwo, społeczeństwo. Hegel a problemy współczesnej filozofii politycznej, Wydawnictwo Uniwersytetu Wrocławskiego, Wrocław 1998.
- Polska droga od komunizmu. Refleksje nad historią i polityką 1956–2006, Wydawnictwo Naukowe Scholar, Warszawa 2007.